# Geoffrey Bartlett

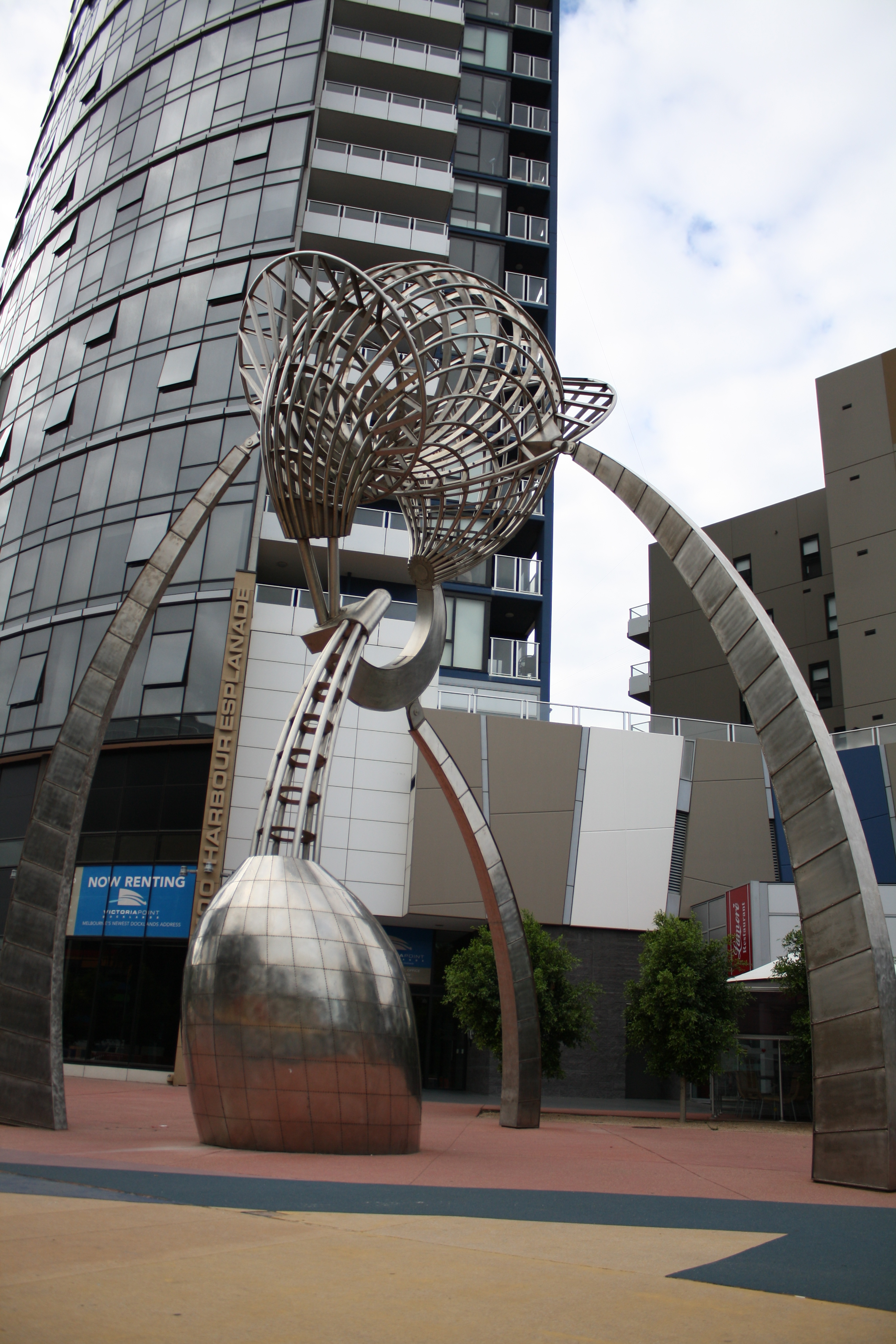
Aurora (2005/06), Melbourne Docklands

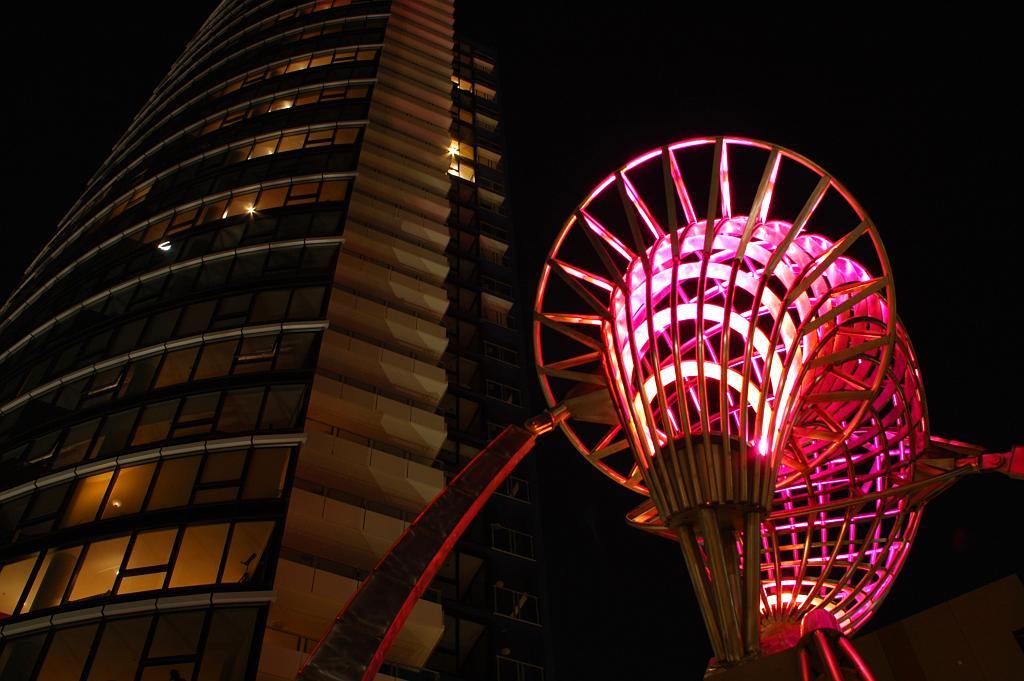
Aurora bij nacht

Geoffrey Bartlett (Melbourne, 1952) is een Australische beeldhouwer.

## Leven en werk
Bartlett ontving zijn beeldhouwopleiding van 1971 tot 1973 aan het Royal Melbourne Institute of Technology in Melbourne, waar hij in 1976 afstudeerde. In 1983 studeerde hij met een beurs (Harkness Fellowship) aan de Columbia University in New York. Hij sloot deze studie af met een Master of Fine Arts. Al direct na aankomst in New York bezocht hij Storm King Art Center in Mountainville, waar hij de werken van David Smith, die hij alleen kende van illustraties, voor het eerst zag. De lichte teleurstelling die hij voelde had een blijvende invloed op zijn eigen werk. Hij wilde ruimtelijker werken en het driedimensionale karakter meer benadrukken.
Bartlett doceerde beeldhouwkunst aan diverse instituten en universiteiten: Deakin University, Royal Melbourne Institute of Technology, Chisholm Institute en Victoria College of Art. Van 1990 tot 1994 was hij hoofddocent aan de Monash University.
In 2007 kreeg Bartlett een overzichtstentoonstelling Geoffrey Bartlett 1987 - 2007 in de National Gallery of Victoria in Melbourne.
Bartlett woont en werkt in Melbourne.

## Werken (selectie)
- 1982 : Circus by the sea, Heide Museum of Modern Art
- 1983 : Messenger, National Gallery of Victoria in Melbourne (sinds 2003 in het beeldenpark The Grollo Equiset Garden.)
- 1984 : The rise of the flowering plants (Lower Cretacious), McClelland Gallery and Sculpture Park
- 1984 : Lessons in Gravity, Parliament House in Canberra (met Kym Smith)
- 1988 : Mariner, Trans Tasman Shipping in Auckland (Nieuw-Zeeland)
- 1996 : Obelisk, Focal Building in Melbourne
- 1997 : The Constellation - 5-delig (met Bruce Armstrong), Yarra Turning Basin, Southbank in Melbourne
- 1999 : Beacon, Newcastle City Council in Newcastle (New South Wales)
- 1999 : Dancer 2, Colonial First State, Sydney (NZW)
- 2000 : Six Sculptures, Citibank in Sydney
- 2000 : Fusion, Ian Ross Building van de Australian National University in Canberra
- 2005/06 : Aurora, Harbour Esplanade, Docklands in Melbourne

## Fotogalerij The Constellation

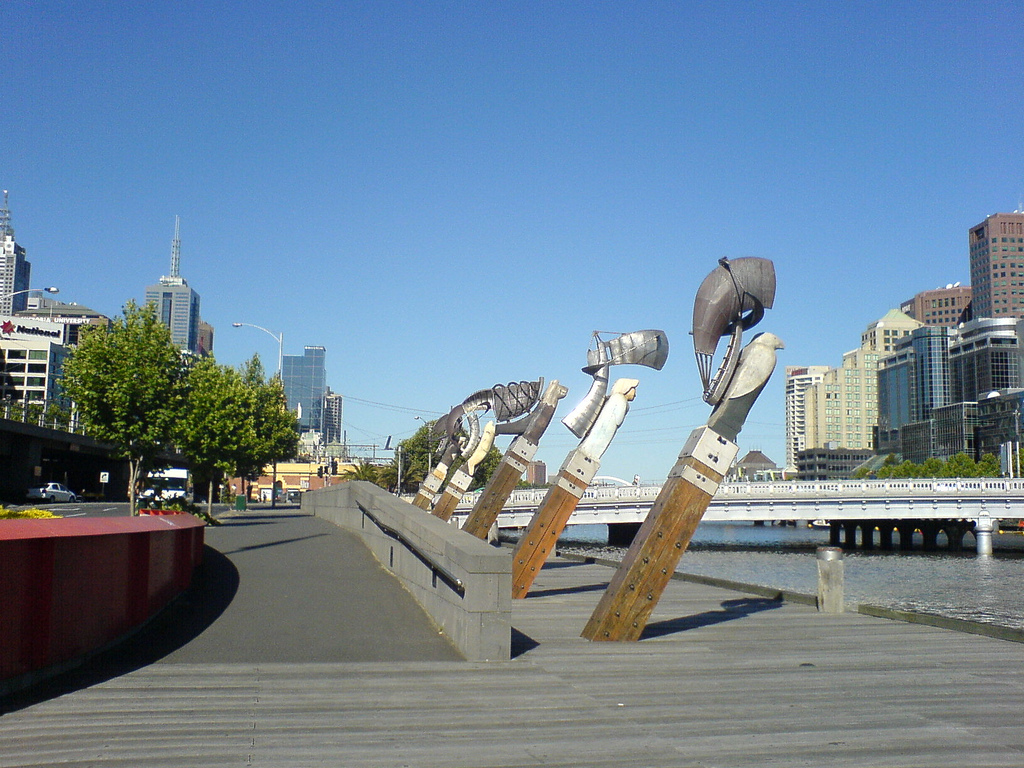
The Constellation (1997)
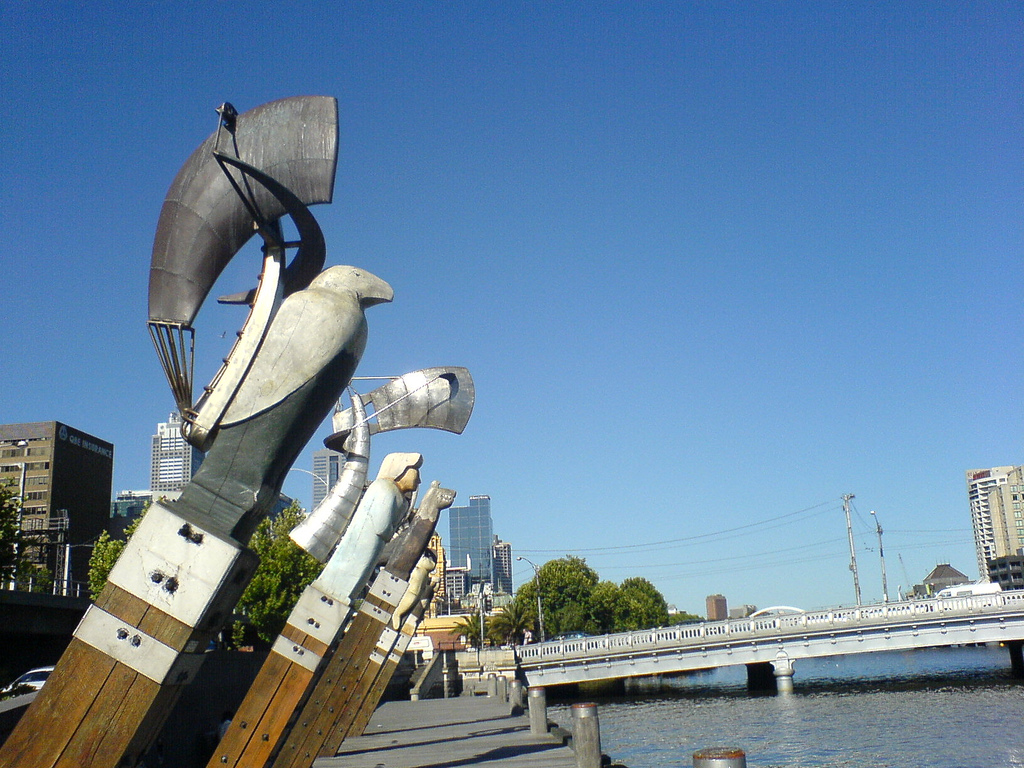
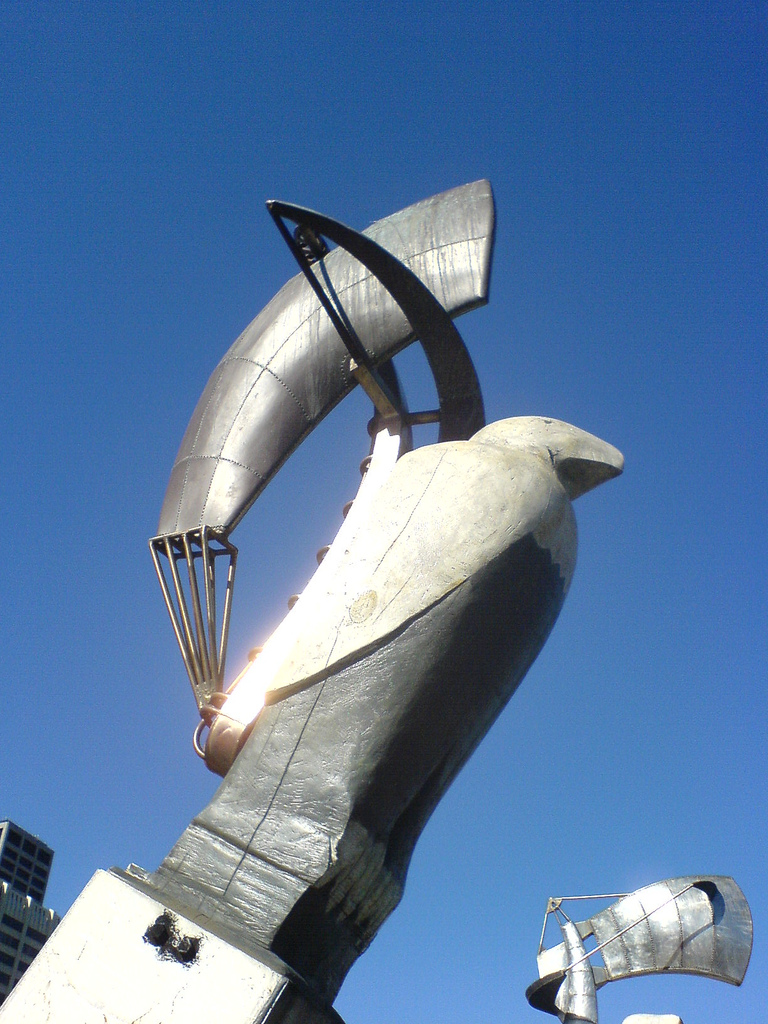